# Rey de las Islas Cocos
El Rey de las Islas Cocos (en inglés: King of the Cocos Islands) era un título, en un principio dado por la prensa, pero más tarde autoproclamado, por John Clunies-Ross, un capitán de barco de Escocia, y otros miembros de su familia.
Él se fue a vivir en las Islas Cocos (Keeling) en 1827. La reina Victoria del Reino Unido concedió las islas a perpetuidad a la familia Clunies-Ross en 1886. Por lo tanto, el título de las islas fue reclamado por sus descendientes, hasta 1978 cuando John Cecil Clunies-Ross vendió las islas (bajo amenaza de expropiación) a la Mancomunidad de Australia (la cual  ya había estado administrando las islas desde 1955) por 2,5 millones de libras ($4.75m). 
John Cecil Clunies-Ross Actualmente vive en Perth, Australia Occidental, pero su hijo John George Clunies-Ross (nacido en 1957) vive en la isla de Occidente o West. 

## Lista de reyes
| Nombre real              | Rey      | Nació-Murió | Desde                | Hasta                   |
| ------------------------ | -------- | ----------- | -------------------- | ----------------------- |
| John Clunies-Ross        | Ross I   | 1786–1854   | 1827                 | 26 de mayo de 1854      |
| John George Clunies-Ross | Ross II  | 1823–1871   | 26 de mayo de 1854   | 8 de junio de 1871      |
| George Clunies-Ross      | Ross III | 1842–1910   | 8 de junio de 1871   | 7 de julio de 1910      |
| Sydney Clunies-Ross      | Ross IV  | 1868–1944   | 7 de julio de 1910   | 14 de agosto de 1944    |
| John Cecil Clunies-Ross  | Ross V   | 1928–       | 14 de agosto de 1944 | 1 de septiembre de 1978 |